# Argentinská rallye 1987

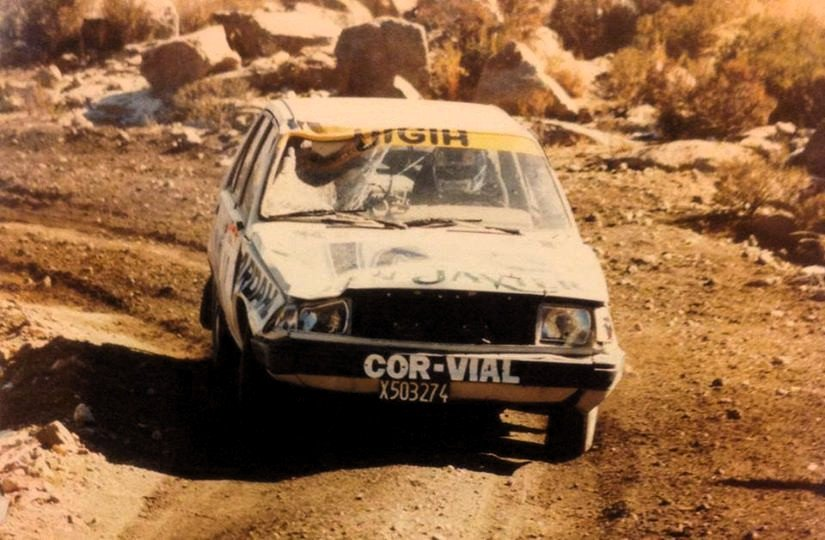
Renault 18 GTX jezdce Juana Maria Traversa na Argentinské ralley v roce 1987

Argentinská rallye 1987 byla devátou soutěží mistrovství světa v rallye 1987. Zvítězil Miki Biasion s Lancií Delta HF. 
V úvodu vedl Miki Biasion na voze Lancia Delta HF. Problémy měl Kenneth Eriksson s vozem Volkswagen Golf II GTI 16V. Třetí se držel Ingvar Carlsson s vozem Mazda 323 4WD. Ve vedení Biasiona na čas předstihl Jorge Recalde, ale udělal jezdeckou chybu a spadl opět na druhé místo. Biasiona ale trápila převodovka a jeho náskok se opět zmenšil. Třetí byl Erwin Weber s dalším Golfem. Až na čtvrté místo se ze 38. probojoval jeho týmový kolega Eriksson. 

## Výsledky
1. Miki Biasion, Siviero - Lancia Delta HF
2. Jorge Recalde, Del Buono - Lancia Delta HF
3. Erwin Weber, Meltz - Volkswagen Golf II GTI 16V
4. Kenneth Eriksson, Dietman - Volkswagen Golf II GTI 16V
5. Raies, Campana - Renault 18 GTX
6. Lemos, Cezar - Volkswagen Gol
7. Fleck, Klein - Volkswagen Gol
8. Bescham, Garcia - Fiat Regata 85
9. Soto, Christie - Renault 18 GTX
10. Schmauk, Horta - Alfa Romeo 33